# Les Galeries d'Anjou
Les Galeries d'Anjou est un centre commercial d'envergure situé dans l'arrondissement d'Anjou à Montréal, Québec. Les principaux magasins actuels sont : La Baie, La Maison Simons, Winners, Aubainerie, Brick, Linen Chest et Sports Experts/Atmosphère. Les Galeries d'Anjou appartient à Ivanhoé Cambridge.

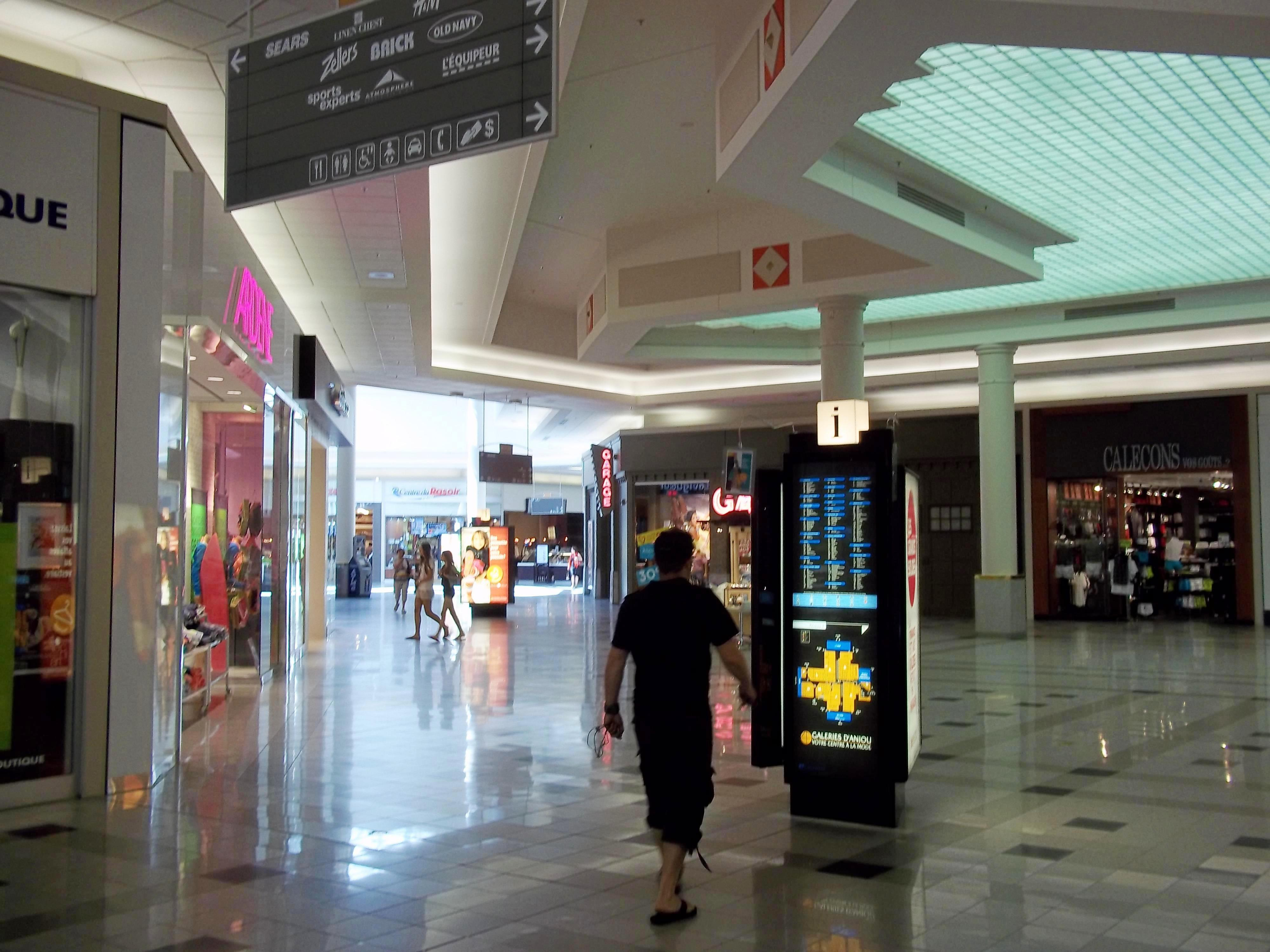
Consultation du répertoire

## Historique

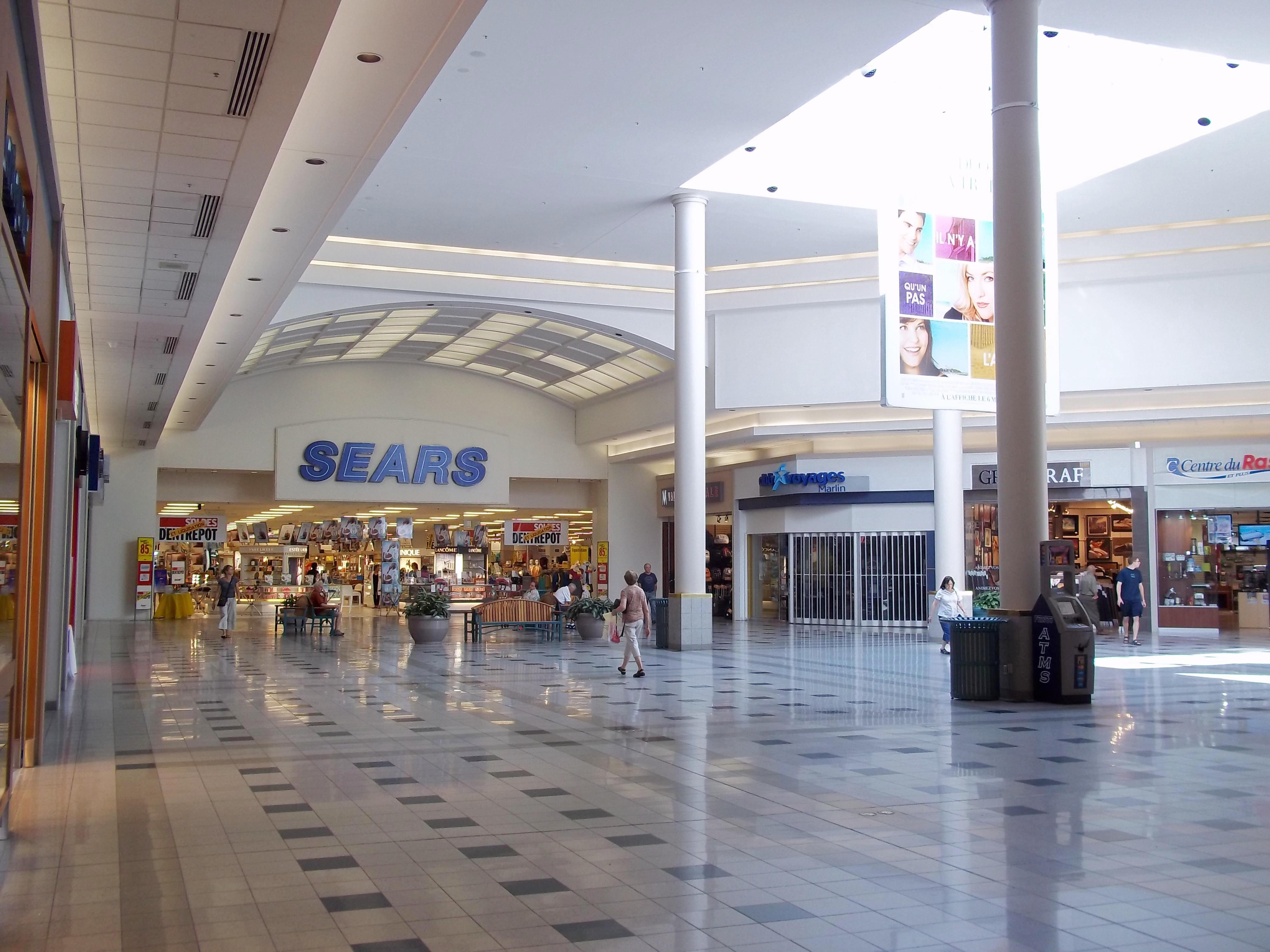
Sears

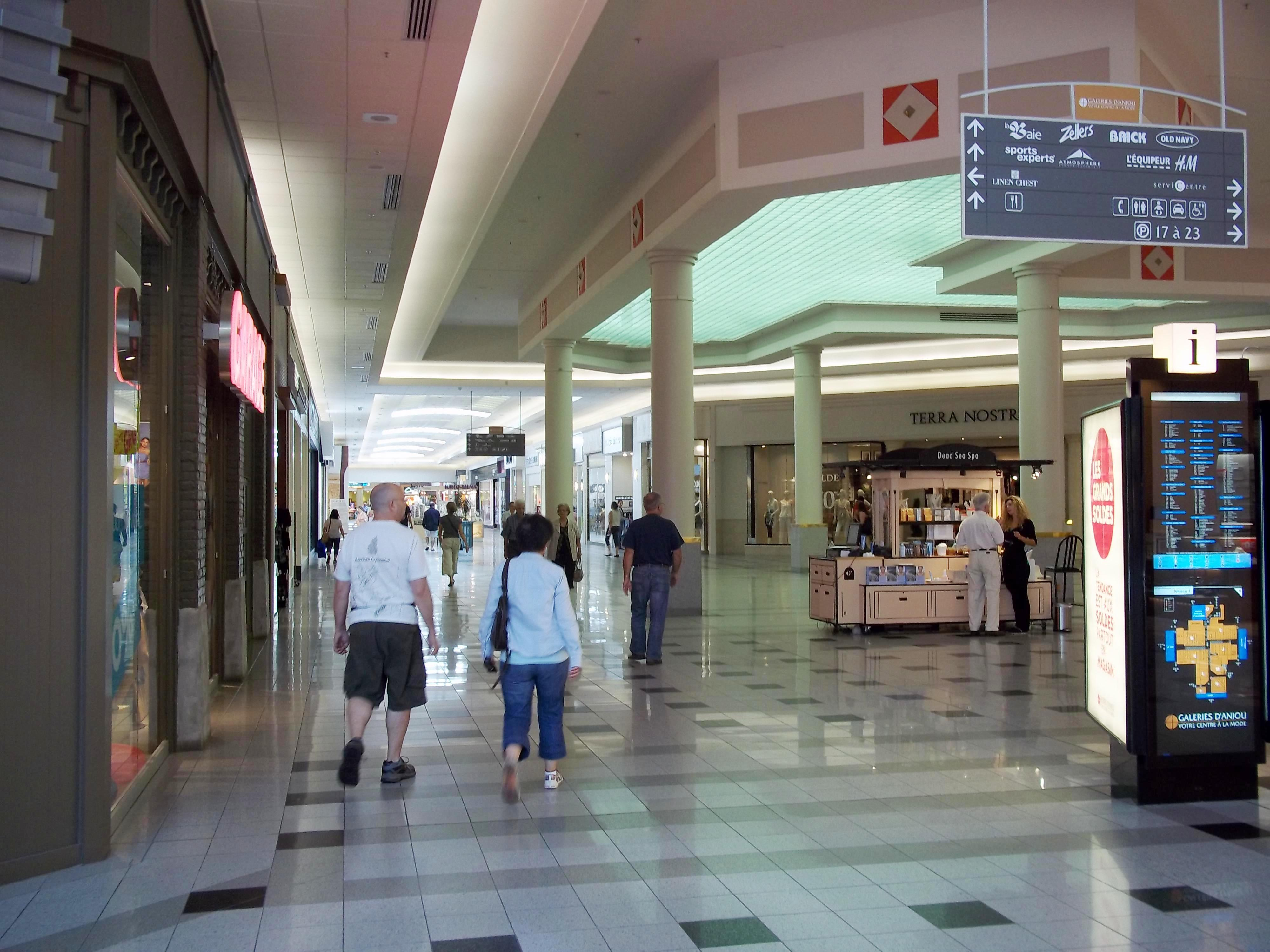
Carrefour

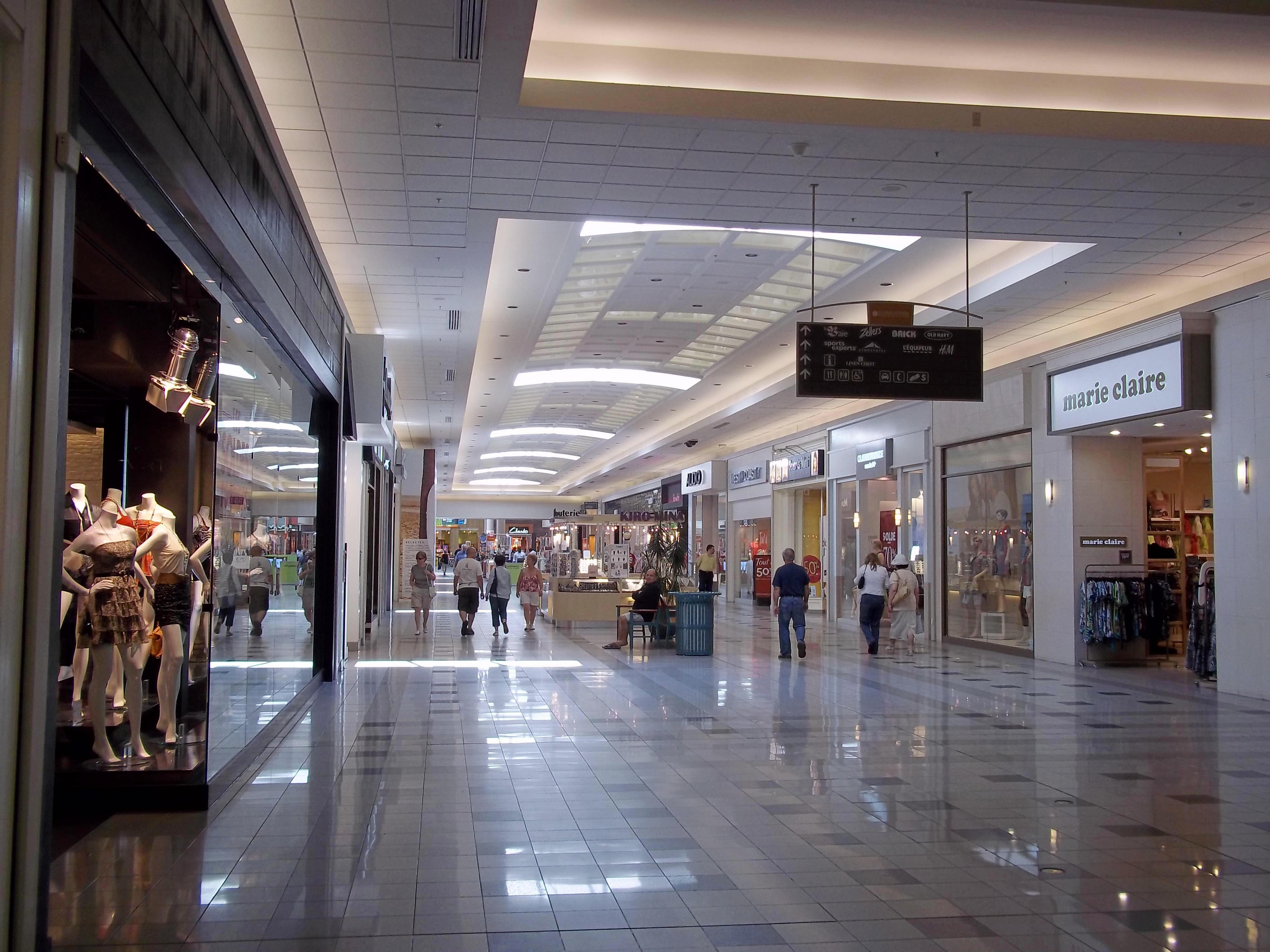
Allée mode

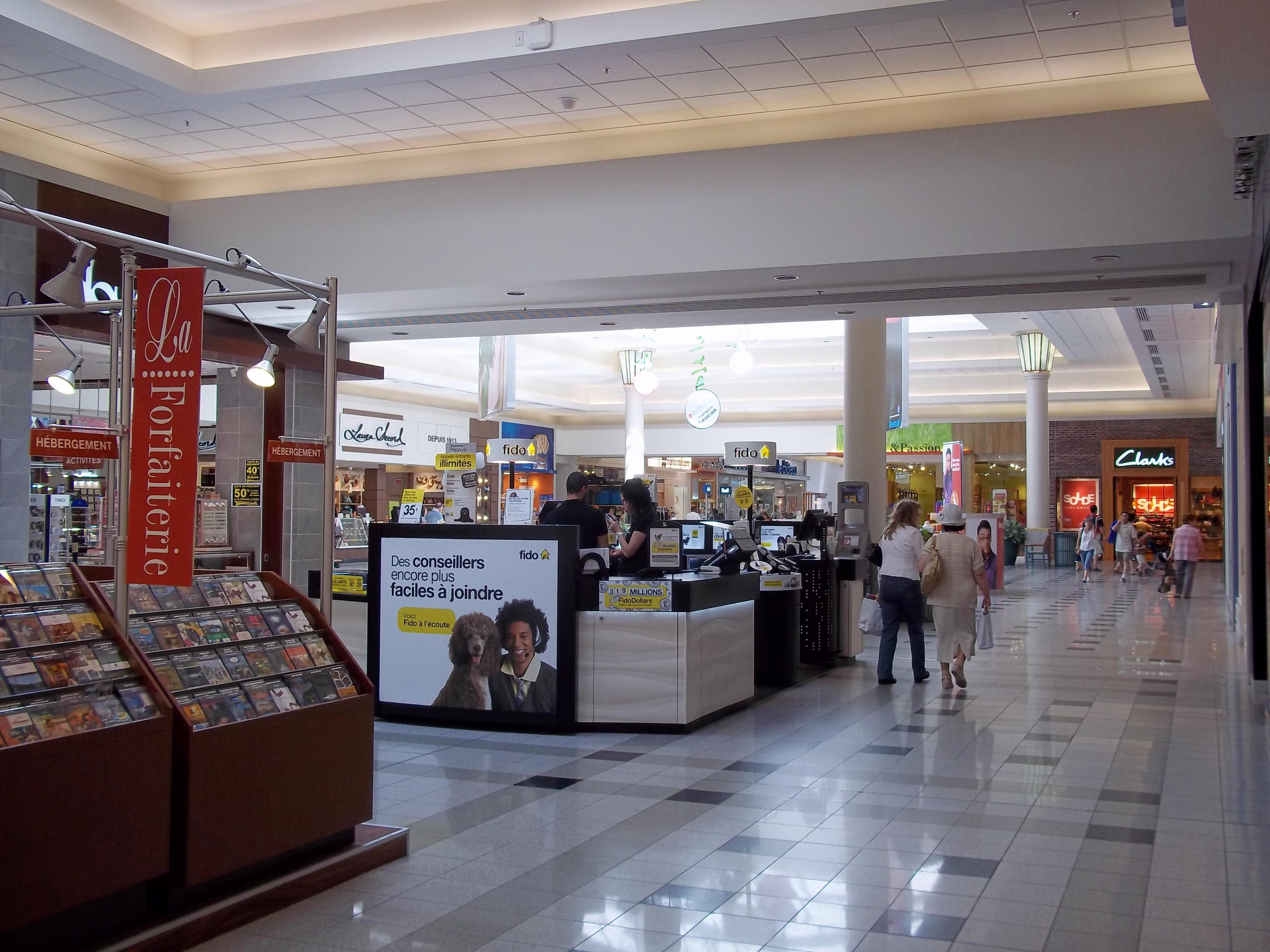
Boutiques centrales

Le 8 août 1968, le centre commercial ouvrit ses portes avec comme grandes surfaces Simpsons, Eaton, Dominion et Steinberg pour un total de 85 magasins. Simpsons et Eaton étaient situés aux extrémités du centre commercial avec des superficies respectives de 180 000 pieds carrés (16 722,55 mètres carrés) et 150 000 pi2 (13 935,46 m2). Les Galeries d'Anjou avait une superficie de 800 000 pi2 (74 322,43 m2) lors de son inauguration. Il fut construit au coût de 16 millions de dollars canadiens sur l'emplacement de l'ancien terrain de golf de Ville d'Anjou. Le centre commercial était la propriété de Simpsons et Cemp Investments, et géré par Fairview Corporation (une filiale de Cemp),. Il était à l'époque le deuxième plus grand centre d'achats au pays après Yorkdale de la région torontoise.
Le 12 mars 1975, les propriétaires de l'époque, Cadillac Fairview et Simpsons, annoncent l'agrandissement des Galeries d'Anjou au coût de 8 millions $ CA. En 1976, Une nouvelle aile fut inaugurée sur le terrain de l'ancien cinéma. Sears était le principal magasin de cet agrandissement. Les 65 boutiques de la nouvelle section ont inauguré le 25 mars 1976 tandis que Sears a ouvert quelques mois plus tard en août,.
Le 29 juin 1981, Dominion changea de bannière pour celle de Provigo.
En 1987, les Galeries d'Anjou comptait 170 commerces et ses magasins principaux étaient Simpsons, Eaton, Sears, Steinberg et Provigo,.
En mars 1989, Simpsons changea de bannière pour celle de La Baie. Provigo ferma ses portes vers 1989-1990,.
En 1992, Steinberg changea de bannière pour celle de Provigo. La même année, ce second Provigo changea de bannière pour celle de Maxi.
En 1993, les Galeries d'Anjou comptait 175 commerces et ses magasins principaux étaient La Baie, Eaton, Sears et l'épicerie Maxi.
En 1999, la chaîne de grands magasins Eaton fit faillite et un Zellers ouvrit ses portes au premier étage durant le printemps de l'an 2000,.
En 2002, le Maxi ferma et le Sports Experts, qui se trouvait sur le terrain de stationnement, déménagea dans ce local le 3 septembre 2003. Il fut combiné avec un autre Sports Experts d'Anjou, qui déménagea également dans le local, et un magasin Atmosphère.
Le 15 avril 2004, c'est l'arrivée du magasin de meubles Brick aux Galeries d'Anjou. Il se trouve au deuxième étage du local anciennement occupé par Eaton; soit au-dessus du Zellers.
Old Navy inaugura ses premiers magasins en sol québécois à l'été 2004. Celui d'Anjou fit partie de cette première vague. Il s'installa dans le local anciennement occupé par Jacob Junior, Browns, Stokes et Atlas Amusement.
En juin 2009, une succursale de la chaîne Linen Chest ouvrit ses portes dans le centre commercial. Elle n'a qu'une entrée extérieure, même si elle a une vitrine qui donne vers l'intérieur du centre. Elle est située dans l'allée de La Baie dans un ancien entrepôt.
À l'été 2009, le magasin Gap ferma ses portes pour faire place à Jacob/Jacob Lingerie/Jacob Connexion. Ce déménagement libéra plusieurs locaux pour faire place à Sirens, Vidéotron et Tommy Hilfiger notamment.
En janvier 2011, un restaurant du nom de Zibo! ouvrit ses portes. Il est situé dans l'allée de Sears. Il n'a qu'une entrée extérieure même s'il fait partie du bâtiment principal. Il fut bâti dans une ancienne zone de déchargement pour les marchandises.
Le 29 aout 2011, le Old Navy et le Sirens fermèrent leurs portes pour commencer la construction de la future foire alimentaire dans ces locaux. Elle ouvrit à l'automne 2012, entre Zellers et Bikini Village.
En 2013, le Zellers a fait place à Target. Un Simons ouvrit avec des boutiques qui ont pris la place de l'ancienne foire alimentaire,. Target a fermé ses succursales canadiennes en avril de 2015, tandis que le Simons demeure toujours là.
En 2017, le local de l'ancien Target fut divisé en trois magasins de superficie moyenne et une allée centrale menant à un nouvel accès extérieur pour le centre commercial. Un Winners et un Saks Off 5th ouvrent leurs portes à la fin de l'été tandis que le magasin Old Navy effectue un retour dans le centre commercial en octobre.
Le 14 janvier 2018, le Sears des Galeries d'Anjou fait partie des magasins qui ferment durant cette dernière journée du détaillant au Canada.En 2022, L'Aubainerie ouvrit à l'ancienne Sears.

### Rénovation et agrandissement
En juillet 2011, les propriétaires des Galeries d'Anjou ont annoncé un projet d'agrandissement et de revitalisation du centre commercial au coût de 86 millions de dollars. Le projet a débuté à l'automne 2011. Ce projet prévoit la construction d'un grand magasin de deux étages de La maison Simons, situé au nord du centre face à l'échangeur Anjou. Ce magasin de 100 000 pi2 (9 290,3 m2) comprendra un stationnement souterrain de 160 places et son ouverture est prévu en 2013. Le projet prévoit le déménagement de la foire alimentaire dans le Old Navy et le Sirens. Old Navy, ayant son bail échu, ne sera pas localisé faute de local.
La nouvelle foire comporte quinze unités de restaurants. Sports Experts changea sa configuration, a été agrandi et rénové. La Baie et Sears aussi ont rénové de fond en comble leur magasin et le centre a été repeint, les planchers changés, les entrées rénovées et la luminosité améliorée. Une nouvelle boutique Topshop s'installa à l'intérieur du magasin La Baie.
Le Zellers a officiellement fermé ses portes le 17 décembre 2012. Target s'installa, quant à lui, dans l'ancien Zellers et ouvrit le 18 octobre 2013.
Simons ouvrit le 15 août 2013. Il devint ainsi le premier magasin Simons avec un restaurant à l'intérieur ainsi que la seule succursale de la province ouverte jusqu'à 21 heures tous les soirs de la semaine. De nombreux autres détaillants se sont installés durant ces travaux, dont Starbucks, Tutti Frutti, Jonathan, Sephora, Les Thés DAVIDsTea, Portovino et Kasa Living. La nouvelle section ajoute une superficie de 150 000 pi2 (13 935,46 m2) au centre commercial, soit 100 000 pi2 (9 290,3 m2) pour Simons et 50 000 pi2 (4 645,15 m2) pour les autres détaillants, qui sont environ d'une quinzaine,. Mis à part le Simons, ces commerces sont construits sur le site de l'ancienne foire alimentaire,. Cette dernière fut complètement démolie ; il s'agit du même espace occupé autrefois par l'épicerie Dominion,. Simons fut pour sa part bâti sur le stationnement du centre,.

### Futur
D'ici 2026, le centre commercial sera voisin de la nouvelle station de métro et terminus de la ligne bleue Anjou qui comprendra un terminus d'autobus et 1 200 places de stationnement.
Depuis 2018, la Société de transport de Montréal envoie des avis d'expropriation aux commerces situés sur l'emplacement de la future station en question. Le site, d'une superficie de 70 000 m2, touche en particulier des commerces satellites des Galeries d'Anjou, comme Best Buy, McDonald's, Wendy's, Les 3 Brasseurs, L'Académie, et Madisons.

## Boutiques

### Foire alimentaire
Les Galeries d'Anjou accueille une grande foire alimentaire de 11 restaurants. Il y a une grande variété : pizzeria, sandwicherie, café, etc. À l'automne 2012, la nouvelle foire alimentaire a ouvert dans l'allée de Zellers. Elle accueille 12 unités de restaurants.
Restaurants de la foire alimentaire
- A & W
- Bento Zushi
- Grillade Torino
- Central Bergam
- Kojax
- Manchu Wok
- Muffin Plus
- Place Tevere
- Poulet rouge
- Subway
- Thaï Express
- Zouki

### Restaurants
- Bâton Rouge
- Pizzeria Industria
- Allô! Mon coco
- ZIBO!
- La Belle & La Bœuf
- Madisson Grill & Bar (Extérieur)
- Boston Pizza (Extérieur)[37]
- L'Académie (Extérieur)
- Les 3 Brasseurs (Extérieur)

### Grandes surfaces
| Grands Magasins             | Superficie              | Note                                 |
| --------------------------- | ----------------------- | ------------------------------------ |
| La Baie                     | 190 192 pi2 (17 669 m2) | Anciennement Simpsons                |
| Brick                       | 77 881 pi2 (7 235 m2)   | Deuxième étage                       |
| H&M                         | 18 327 pi2 (1 703 m2)   |                                      |
| Linen Chest                 | 11 387 pi2 (1 058 m2)   | Accessible par l'extérieur seulement |
| Aubainerie                  | 50 000 pi2 (4 645 m2)   | Anciennement Sears                   |
| Sports Experts / Atmosphère | 35 378 pi2 (3 287 m2)   |                                      |
| La Maison Simons            | 100 000 pi2 (9 290 m2)  |                                      |
| Winners                     | ?                       |                                      |

## Quelques faits
- Le centre a déjà abrité un magasin Holt Renfrew et un Ogilvy's (de taille moyenne et non un grand magasin)[38],[39].
- Le Centre commercial fut le plus grand de l'île de Montréal de son ouverture, en 1968, jusqu'à ce que la Place Versailles s'agrandisse à la fin des années 1980.
- L'émission de variétés quotidienne de 12 h 30 à la Télévision de Radio-Canada provenait des Galeries d'Anjou d'août 1971 à juin 1975, avec les émissions animées par Jacques Boulanger dont Bou-Bou dans l'métro (août-novembre 1971) et Boubou (décembre 1971-mai 1974), puis Les Coqueluches (septembre 1974-mai 1975) animé par Guy Boucher et Gaston L'Heureux. L'enregistrement de ces émissions avait le bonheur d'attirer beaucoup de gens, au grand plaisir des propriétaires de boutiques. L'émission devait déménager à l'automne 1975 au nouveau Complexe Desjardins[40] mais l'ouverture étant repoussé à janvier 1976, le tournage a eu lieu entre-temps à la Maison de Radio-Canada.
- Pendant plusieurs années, on retrouva face à face les supermarchés Steinberg et Dominion Store (en). Les deux n'étant séparés que par un corridor[2].
- La confiserie Laura Secord est l'une des plus vieilles concessions encore sur place.
- Avec ses 94 110 m2 (1 013 000 pi2), c'est le 24e centre commercial au Canada en superficie.
- Le premier espace-boutique de la chaîne Fruits & Passion ouvrit ses portes aux Galeries d'Anjou en 1995. Aujourd'hui, la chaine possède des centaines de boutiques sur les 4 continents.
- Le premier magasin nord-américain de la chaîne danoise Selected ouvrit ses portes aux Galeries d'Anjou le 31 août 2011 dans l'ancien local de Tommy Hilfiger.
- Les Galeries d'Anjou regroupe 160 commerces, dont des boutiques internationales et réputées tels H&M, Swarovski, Café Starbucks, Pandora, Jack & Jones, Sephora, Yves Rocher, Rudsak, , Browns[41], et anciennement TOPSHOP/TOPMAN[29],American Eagle Outfitters et Vero Moda[23].
- Le centre est situé à moins de 2 kilomètres de la Place Versailles, un autre centre commercial d'envergure, et ceux-ci possèdent un grand nombre de boutiques en commun tels : Aldo, La Senza, Sports Experts, anciennement Le Château, et une soixantaine d'autres.